# Gobio hettitorum
Gobio hettitorum је зракоперка из реда Cypriniformes.

## Угроженост
Ова врста се сматра рањивом у погледу угрожености врсте од изумирања.

## Распрострањење
Ареал врсте је ограничен на једну државу. 
Турска је једино познато природно станиште врсте.

## Станиште
Станишта врсте су речни екосистеми и слатководна подручја.